# Confédération mondiale de billard
La Confédération mondiale de billard (en anglais : World Confederation of Billiard Sports ou WCBS) est une organisation de nature universelle qui a pour but de promouvoir, coordonner et perfectionner toutes les activités qui concernent le billard en tant que sport.

## Historique
Afin de remplir la condition fixée par le CIO pour que les trois sports soient regroupés dans une seule et même organisation, les trois disciplines principales de Carambole, Pool et Snooker se sont réunies le 30 août 1990 lors d'une réunion à Bristol. Il a été décidé de créer une confédération mondiale des sports de billard regroupant tous les sports de billard. Un comité est alors créé, composé de trois membres : M. Gagnaux pour le billard français, Jorgen Sandman pour le billard américain et Mark Wildman pour le snooker. L’assemblée générale constituante s’est tenue à Yverdon-les-Bains en Suisse le 25 janvier 1992. Un conseil composé de 9 délégués a été élu avec trois représentants de chacun des membres fondateurs.
Le CIO a répondu à la demande de reconnaissance en déclarant que la WCBS restait une organisation nouvelle qui devait patienter quelques années. Lors de l’assemblée générale de 1995 à Séoul, la WCBS est devenue un membre provisoire de l’Association mondiale des fédérations internationales de sport (GAISF). Le 5 février 1998, le CIO a accordé à la WCBS son statut de reconnaissance. La GAISF a accepté la WCBS en tant que membre à part entière et a décidé d'inclure le billard dans le programme des Jeux mondiaux Akita 2001.
La confédération a soumis plusieurs demandes à partir de mai 1997 pour que le billard soit reconnue comme discipline olympique, sans succès jusqu'à présent. La WCBS échoue dans sa tentative d'intégrer les Jeux olympiques d'été de 2020 et les Jeux olympiques d'été de 2024.

## Activités
La Confédération mondiale de billard est une association sportive internationale articulée autour de trois fédérations :
- l'Union mondiale de billard (UMB) qui gère le billard français ;
- l'Association mondiale de billard américain (WPA-POOL) qui gère le billard américain ;
- l'Association internationale de billard et snooker (IBSF) qui gère le billard anglais et le snooker amateur.

La World Professional Billiards and Snooker Association (WPBSA), qui gère le billard anglais et snooker professionnel, fut également membre de la WCBS, mais s'en est retirée à la suite d'une dissension avec la confédération.
La WCB est affiliée à l'Association générale des fédérations internationales de sports. Elle est également partie prenante de l'Agence mondiale antidopage.

## Gouvernance
| début | fin  | Nom                | Nationalité | Organisme | Source |
| ----- | ---- | ------------------ | ----------- | --------- | ------ |
| 1992  | 1996 | André Gagnaux      | Suisse      | WPA       |        |
| 1998  | 2000 | Sindhu Pulsirivong | Thaïlande   | IBSF      |        |
| 2000  | 2002 | Jean Graus         | Pays-Bas    | UMB       |        |
| 2002  | 2008 | Jorgen Sandman     | Suède       | WPA       |        |
| 2008  | 2010 | Pascal Guillaume   | France      | IBSF      |        |
| 2010  | 2015 | Jean-Claude Dupont | Belgique    | UMB       |        |
| 2015  | 2017 | Jason Ferguson     | Royaume-Uni | WPBSA     |        |
| 2017  | 2022 | Ian Anderson       | Australie   | WPA       |        |
| 2022  |      | Farouk El Barki    | Égypte      | UMB       | [ 5 ]  |